# Pirelli
Pirelli & C. S.p.A., poznatiji skraćeno kao Pirelli, talijanski je proizvođač pneumatskih guma za automobile, bicikle i motorkotače. Ubraja se u najveće proizvođače guma u svijetu zajedno sa suparničkim tvrtkama Bridgestone, Michelin, Continental i Goodyear. Posluje u 160 zemalja, od kojih u 13 ima tvorničke pogone i mrežu od gotovo 12 500 dobavljača i otkupljivača.
Sjedište tvrtke nalazi se u Milanu, gdje ju je Giovanni Battista Pirelli 1872. godine i osnovao. Od 1922. do 2010-ih nalazila se u vlasništvu Talijanske burze sa sjedištem u Milanu, da bi nakon 90 godina prešla u ruke kineske ChemChina-e. Osim što je jedan od glavnih dobavljača guma i sponzora Formule 1, poznat je i po svom kalendaru koji neprekidno izlazi od 1964., a u kojemu su svoje umjetnčke fotografije objavljivali i Helmut Newton, Steve McCurry, Peter Lindbergh, Richard Avedon, Bruce Weber, Herb Rits i Annie Leibovitz.
Od 1996. kompanija dodjeljuje godišnju Međunarodnu nagradu Pirelli za postignuća u fizici, kemiji, matematici i informacijskim tehnologijama.

## Vanjske poveznice
- Službene stranice (engl.)